# Séminaire Saint-Charles-Borromée de Philadelphie

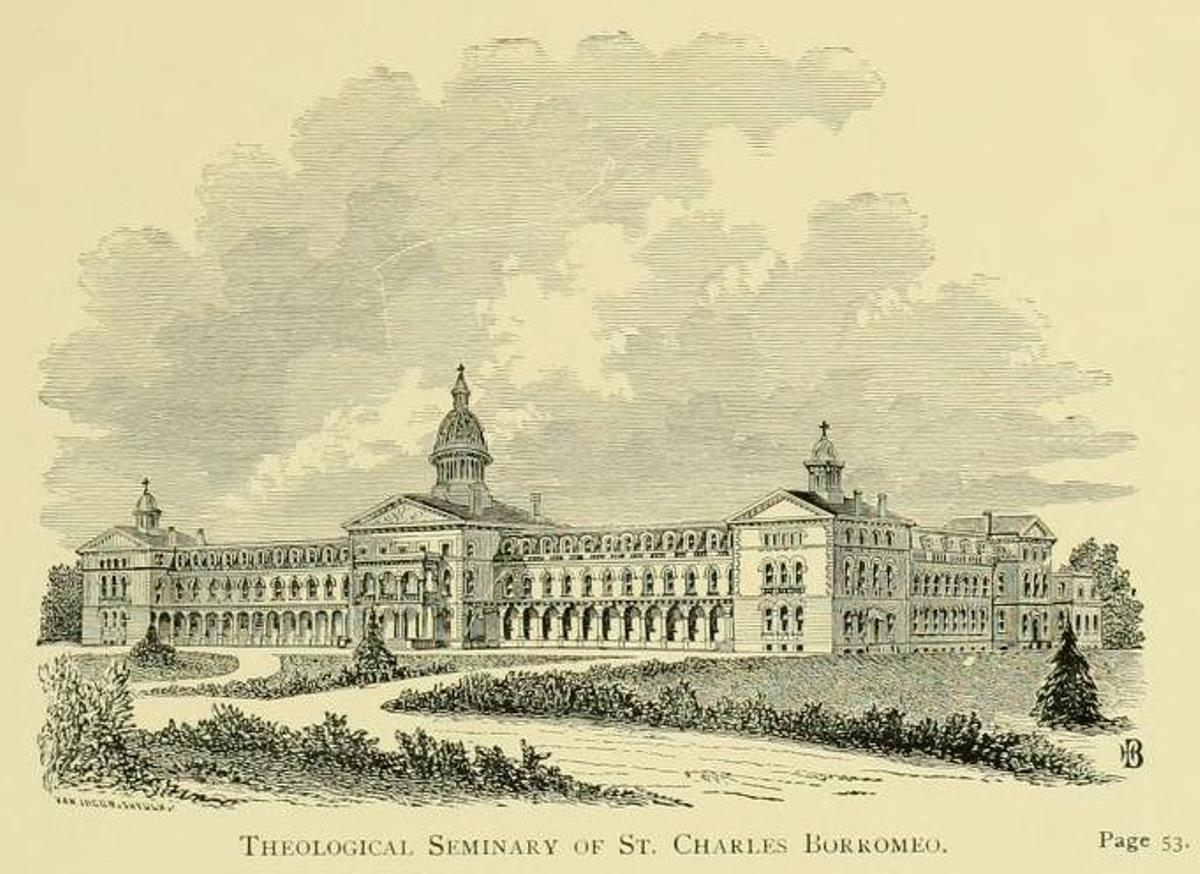
Le séminaire Saint-Charles-Borromée, gravure de 1897.

Le séminaire Saint-Charles-Borromée (St. Charles Borromeo Seminary) est un séminaire catholique situé à Philadelphie aux États-Unis. Il doit son nom à saint Charles Borromée et sert de séminaire pour la formation des prêtres de l'archidiocèse de Philadelphie. Il est accrédité par la Middle States Commission on Higher Education  et par l'Association des écoles théologiques des États-Unis et du Canada (Association of Theological Schools in the United States and Canada).
Il consiste en quatre divisions: le collège universitaire, l'école de théologie, l'école supérieure de théologie et l'école du diaconat permanent. Les candidats à la prêtrise suivent un programme d'enseignement de quatre ans, suivi d'un programme d'études supérieures de théologie de quatre ans. Le séminaire accorde les grades de Bachelor of Arts, Master of Divinity et Master of Arts.
Le séminaire est dirigé par un recteur, Mgr Timothy Senior, évêque auxiliaire de Philadelphie.

## Histoire

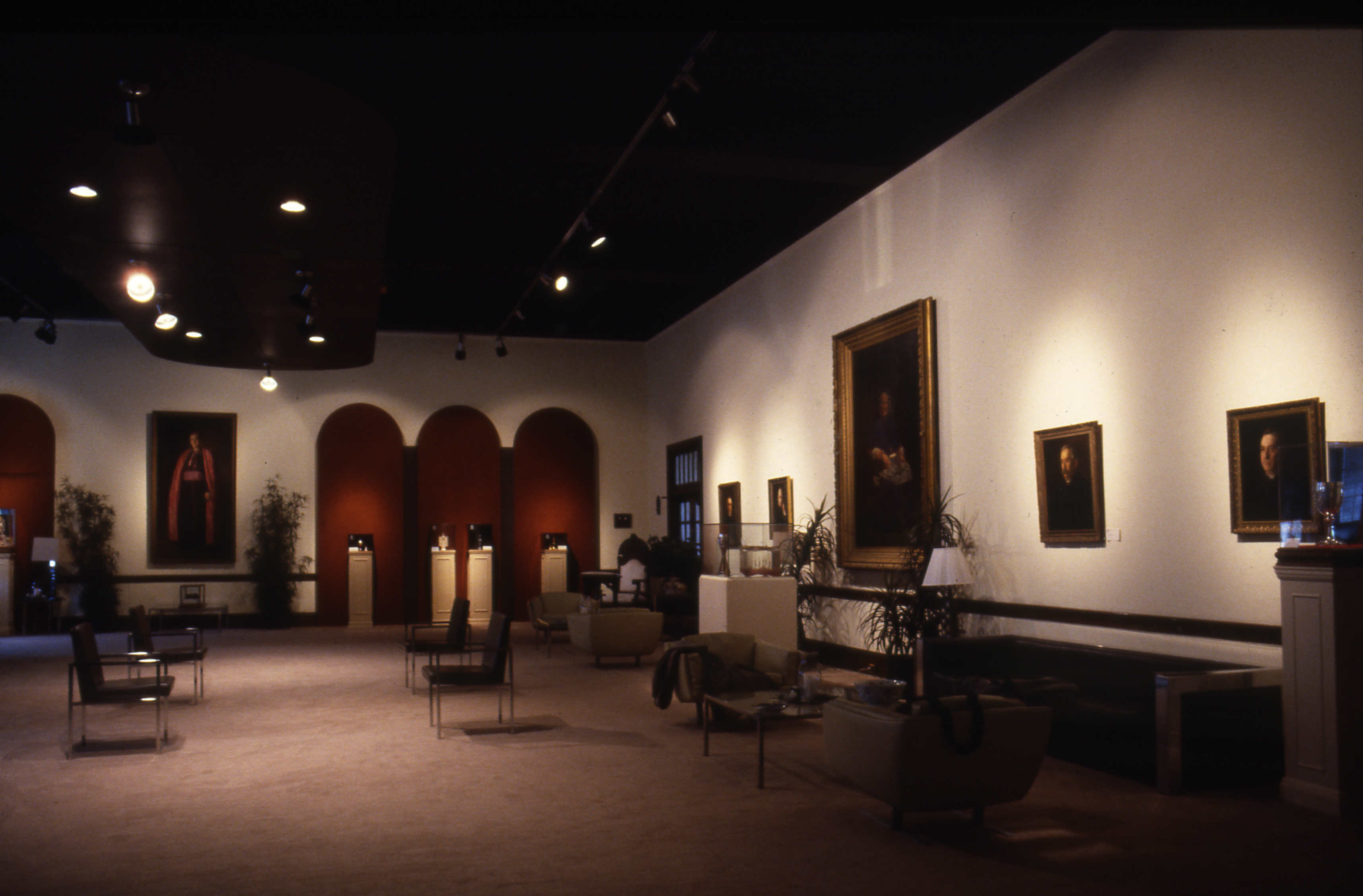
La salle Eakins du séminaire abrite six portraits peints par Thomas Eakins.

Le séminaire Saint-Charles-Borromée est fondé en 1832 par Mgr Kenrick, évêque de Philadelphie. Le séminaire se trouve d'abord dans la demeure de Mgr Kenrick, à la 5e rue. En 1838, il reçoit sa charte pour pouvoir délivrer des grades universitaires. Il déménage ensuite au coin nord-ouest de la 5e rue et de la rue Prune, puis au presbytère de l'église Sainte-Marie à la 4e rue, et enfin au coin sud-est de la 18e rue et de la rue Race, avant de s'installer définitivement en 1871 dans ses locaux actuels du quartier d'Overbrook.
En 1863, Mgr James Wood achète le premier des trois terrains qui constituent le campus d'Overbrook. En septembre 1871, le collège préparatoire et les divisions de théologie sont réunis dans le campus actuel. En décembre 1875, la nouvelle chapelle de l'Immaculée-Conception est consacrée par Mgr Wood. Les archevêques successifs de Philadelphie ont fait agrandir ou améliorer le campus et ses édifices. C'est à Mgr Patrick Ryan que l'on doit la bibliothèque, à Mgr Edmond Prendergast une nouvelle résidence des étudiants. Le cardinal Dougherty aide à la construction du bâtiment du collège universitaire. Le cardinal O'Hara ajoute une piscine couverte au gymnase. C'est en 1971, que le cardinal Krol fait construire une nouvelle résidence et un bâtiment multi-fonctions dédié à saint Jean-Marie Vianney. En 2005, le centre de recherche Cardinal Bevilacqua est installé dans la bibliothèque, baptisée Ryan Memorial Library. Elle est alors entièrement rénovée. Le bâtiment qui abrite la division de théologie et la Ryan Memorial Library se trouvent dans la partie occidentale du campus. Le collège universitaire du séminaire se trouve dans la partie orientale du campus.
La division préparatoire du séminaire s'est trouvé pendant onze ans à Glen Riddle dans le comté de Delaware. Le programme d'enseignement du collège préparatoire consistait à cette époque aux deux dernières années de l'enseignement secondaire (équivalant en France à la première et à la terminale), ainsi qu'aux quatre années du collège universitaire. Le programme d'enseignement secondaire cesse en 1968. Le cardinal Bevilacqua y réside depuis qu'il a pris sa retraite en 2003.
Le pape François a logé à Saint-Charles pendant sa visite à Philadelphie en 2015,.
En 2019, le séminaire a vendu sa propriété de Wynnewood au Main Line Health, organisation chapeautant plusieurs hôpitaux de Philadelphie et de sa banlieue; le produit de la vente devant servir à la construction d'un nouveau campus auprès de la Neumann University.